# ويل كلارك (روائي)
ويل كلارك (بالإنجليزية: Will Clarke)‏ (13 أغسطس 1970)؛ روائي أمريكي.

## روابط خارجية
- ويل كلارك على موقع IMDb (الإنجليزية)